# آلوئیسیو خوزه دا سیلوا
آلوئیسیو خوزه دا سیلوا (به پرتغالی: Aloísio José da Silva) مهاجم اهل برزیل است که در شهر Atalaia و در تاریخ ۲۷ ژانویهٔ ۱۹۷۵ به دنیا آمده‌است.
آلوئیسیو خوزه دا سیلوا در تیم‌های فوتبال فلامینگو سابقهٔ حضور دارد.